# Emiliano Zapata 2da. Sección, Comalcalco
Emiliano Zapata 2da. Sección är en ort i Mexiko.   Den ligger i kommunen Comalcalco och delstaten Tabasco, i den sydöstra delen av landet, 600 km öster om huvudstaden Mexico City. Emiliano Zapata 2da. Sección ligger 10 meter över havet och antalet invånare är 447.
Terrängen runt Emiliano Zapata 2da. Sección är mycket platt. Runt Emiliano Zapata 2da. Sección är det ganska tätbefolkat, med 179 invånare per kvadratkilometer. Närmaste större samhälle är Villa Tecolutilla, 9,9 km öster om Emiliano Zapata 2da. Sección. Trakten runt Emiliano Zapata 2da. Sección består till största delen av jordbruksmark.